# Planioles
Planioles település Franciaországban, Lot megyében. Lakosainak száma 549 fő (2022. január 1.). Planioles Camburat, Cardaillac, Figeac és Viazac községekkel határos.

## Népesség
A település népességének változása:
| Lakosok száma | 179  | 275  | 339  | 466  | 482  | 501  | 525  | 533  | 539  | 549  |
|               | 1968 | 1982 | 1990 | 2006 | 2013 | 2015 | 2017 | 2019 | 2020 | 2022 |